# 제7임무지원사령부
제7임무지원사령부(7th Mission Support command (7th MSC))는 해외 주둔군인 미국 유럽 육군제21전구지원사령부 예하 사령부로 미국 육군 예비군 조직이다. 제7임무사령부, 사령관은 제21전구지원사령부의 부사령관을 겸임한다.

## 역사
이 사령부의 기원은 1956년에 설립된 미국 유럽 육군의 5개 예비군학교에서 시작하여, 유럽 예비사대(U.S. Army Reserve Affairs, Europe), 1983년에 유럽 예비대(U.S. Army Reserve, Europe)를 거쳐, 1986년 1월 1일에 창설된 최초에 제7군 육군예비군사령부로서 시작하여, 이듬해 1987년 4월 16일에 정식 조직이 되었다.
2008년 여름에 톰프킨 막사에서 카이저슬라우테른 데너 막사(Daenner Kaserne)로 본부를 옮겼다.
2009년 10월, 제7육군예비군사령부가 민간지원사령부로 개편되었다.
2010년 9월 16일, 유럽 첫번째 민사여단인 제361민사여단이 창설되었다.
2015년 9월 30일,  제7민간지원사령부가 임무지원사령부로 개편되었다.
2019년 9월 14일, 제7임무사령부 부사령관 스코트 K. 톰슨 대령은 러시아의 위협에 대비하기 위해 사령부 휘하에 여단급 지휘본부를 가진 제510지역지원단과 예하 여섯개 부대가 폴란드와 독일. 이탈리아에 창설되었다고 USAG 라인란트팔츠에서 발표하였다. 그리고 제406인적자원중대가 해산하였다.

## 편성

### 제7임무지원사령부
- 본부 및 본부중대
- 제361민사여단; 2010년 9월 17일 창설
  - 제457민사대대
  - 제89군종파견대
- 제7훈련여단 "워리어" (옛 제"3747다목적훈련여단")
- 제66군사정보여단, 본부 및 본부중대 (육군 예비군 부대)
- 제414야전지원여단
- 제510지역지원단; 2019년 9월 17일, 창설
  - 제83유지지원대대, HHC -  카이저슬라우테른
  - 제319군사사분견대 - 비스바덴
  - 제446이동통제대대
    - 제446이동통제대
    - 제530이동통제대 - 그라펜호퍼
    - 제603이동통제대 - 이탈리아 비첸자
- 제88분견대
- 제89분견대
- 제196유럽의무지원부대(Medical Support Unit-Europe (MSU-E)) - 멘하임
  - 제771민간지원대
- 제209디지털연락파견대 - 예비군
  - 제589공병파견대 / FEST-A
  - 제221공보파견대 (PAD)
- 제773민간지원대 (방위군, 대량살상무기 민간지원대(WMD-CST)) - 독일 카이저슬라우텐, 라인 병기막사
- 제774민간지원대 - 독일 카이저슬라우텐
  - 제406인적자원중대
    - 제793이동통제대
    - 제1172이동통제대
    - 제1177이동통제대
- 제793이동통제대
- 제2500디지털연락분견대 (옛 "제772민간지원대", 2013년 9월 개편) - 이탈리아 비첸자
- 제7중등교육대 (7th Intermediate Learning Element (7th ILE))

### 제7육군예비군사령부
두문자어 풀이
Rear Area Operations Center (RAOC) →후방지역작전소
Movement Control Team (MCT) →이동통제대
- 제3747유럽다기능훈련여단 (3747th Multi-Functional Training Brigade - Europe)
- 제64보충중대 (AG)
- 제454보충분견대 (중대급, 조정(Regulatory))
- 제7태스크포스 (7th Joint Task Force)
- 제10군수계획증강대 (10th Logistics Planning Augmentation Team)
- 제244지원소; 1990년 9월, 제7군단의 사막 폭풍 작전 RAOC
- 제280지원소
- 제301지원소 (사단)
- 제302지원소 (제3기갑사단 RAOC); 1988년 7월
- 제303지원소 (제3보병사단 RAOC); 1987년
- 제305지원소 (제8보병사단 RAOC)
- 제307지원소 (제2기갑사단 RAOC)
- 제312지원소 (제1기갑사단 RAOC); 1989년 1월 16일
- 제???지원소 (제1보병사단 RAOC)
- 제314지원소 (제21전구군지역사령부); 1990년 9월 1일
- 제317지원소
- 제330지원소 (ROC)
- 제345지원소
- 제1기갑사단 파견대
- 이동통제대 (MCT)
  - 제663수송분견대
  - 제793수송분견대
  - 제1172수송분견대
  - 제1177수송분견대
- 유럽 의무지원부대
- 유럽 군사정보단
- SETAF 증강부대
- 제3747USARF 학교

유럽 예비대
- 제310전구군지역사령부
- 제2병원센터 (전방) - 영국, 버튼우드 육군창; 1976년 설립
- 제8의무여단 (전방) - 하이델베르크; 1976년 6월 30일
- 하이델베르크 군사첩보부대

## 계보
- 1986년 1월, 7th Army Reserve Command (7th ARCOM)
→제7육군예비군사령부
- 2009년 10월, 7th Civil Support Command (7th CSC)
→제7민간지원사령부
- 2015년 10월 1일, 7th Mission Support command (7th MSC)
→제7임무지원사령부

## 참고

### 인용
1. ↑  1st. Sgt. Bobby J. White (2010년 9월 29일). “Europe's first civil affairs brigade activates” (영어). United Army Public Affairs. 7th Civil Support Command Public Affairs. 2020년 7월 19일에 확인함.
2. ↑  Lt. Col. Jefferson Wolfe (2015년 9월 30일). “Army Reserve command in Europe re-named 7th Mission Support Command” (영어). 2020년 1월 4일에 확인함.
3. ↑  Chad Garland (2019년 9월 17일). “Army activates new units in Europe to support Poland” (영어). Stars and Stripes. 2020년 1월 4일에 확인함.
4. ↑  Kyle Rempfer (2019년 9월 18일). “Army Reserve activates seven units to assist European missions” (영어). ArmyTimes. 2020년 1월 4일에 확인함.

### 자료
- “7th MSC History” (영어). 2017년 1월 26일에 원본 문서에서 보존된 문서. 2017년 1월 27일에 확인함.
- “7th Army Reserve Command”. 《globalsecurity.org》 (영어). 2017년 1월 27일에 확인함.
- LTC. Alan K. Schrews (2012). “Reorganizing the 7th Civil Support Command in Europe” (영어). 미국 육군대학. 2017년 1월 27일에 확인함.[깨진 링크(과거 내용 찾기)]
- “7th Army Reserve Command”. 《U.S. Army in Germany》 (영어). 2020년 1월 4일에 확인함.